# Falsen Island
Falsen Island är en ö i Kanada.   Den ligger i territoriet Nunavut, i den norra delen av landet, 3 200 km nordväst om huvudstaden Ottawa. Arean är 13,6 kvadratkilometer.
Terrängen på Falsen Island är mycket platt. Öns högsta punkt är 13 meter över havet. Den sträcker sig 5,6 kilometer i nord-sydlig riktning, och 4,2 kilometer i öst-västlig riktning.